# Askol'd Ivanovič Vinogradov
Askol'd Ivanovič Vinogradov in russo Аскольд Иванович Виноградов? (1929 – 31 dicembre 2005) è stato un matematico russo, conosciuto per i suoi contributi in teoria dei numeri, ed in particolare per il teorema di Bombieri–Vinogradov.